# Valzer
Valzer (titlul original: în italiană Valzer) este un film dramatic italian din 2007, regizat de Salvatore Maira. A avut premiera la ediția a LXIV-a a Festivalului de Film de la Veneția, care s-a desfășurat în perioada 29 august - 8 septembrie 2007.
Filmul este format dintr-o singură secvență cu durata de 90 minute, care a fost turnată în hotelul NH Santo Stefano din Torino.

## Rezumat
Assunta lucrează la un hotel de lux; colega ei, Lucia, a renunțat de mult timp la postul de muncă pe care-l avea la hotel pentru a încerca să-și facă o carieră în lumea cinematografiei, fără a-l informa pe tatăl ei, care se afla într-o închisoare din Argentina. Ani la rând, pretinzând că este Lucia, Assunta a continuat să păstreze legătura cu tatăl ei. Cei doi au purtat o vastă corespondență care a păstrat vie speranța bărbatului într-o viață mai bună. După eliberare, tatăl Luciei merge la hotel pentru a-și întâlni fiica, dar o găsește acolo pe Assunta care recunoaște că ea a fost cea care i-a scris. Întâlnirea celor doi este foarte emoționantă, iar între ei se formează o prietenie plină de speranță pentru viitor.

## Distribuție
- Maurizio Micheli - tatăl Luciei
- Valeria Solarino - Assunta
- Marina Rocco - Lucia
- Graziano Piazza - șeful
- Eugenio Allegri - profesorul
- Zaira Berrazouga - Fatima
- Cristina Serafini - tânăra directoare
- Giuseppe Moretti - Vittorio
- Francesco Feletti - asistentul șefului
- Francesco Cordio - un tânăr antrenor
- Benedicta Boccoli - Maria
- Rosaria Russo - doamna Hammam

## Vezi și
- Listă de filme italiene din 2007

## Legături externe
- Valzer la Internet Movie Database